# Thứ Năm Đen (1851)
Các trận cháy rừng cây bụi Thứ Năm Đen là một loạt các vụ hỏa hoạn xảy ra tại bang Victoria, Úc vào ngày 6 tháng 2 năm 1851. Các vụ cháy rừng cây bụi Thứ Năm Đen được xem là lớn nhất ở một khu vực đông dân được ghi nhận trong lịch sử Úc, với khoảng 5 triệu ha, hay một phần tư bang Victoria, bị đốt cháy. Có 12 người thiệt mạng, cùng với đó là một triệu con cừu, hàng nghìn con bò và nhiều động vật bản địa.

## Nguyên nhân
Các trận cháy rừng Thứ Năm Đen có nguyên nhân một phần là từ một đợt hạn hán mãnh liệt xảy ra suốt năm 1850 khi lục địa phải chịu cái nóng cực độ. Ngày 6 tháng 2 năm 1851, một cơn gió nóng mạnh thổi đến từ phương bắc, dần mạnh lên và nhanh hơn. Người ta cho rằng tai họa khởi đầu tại dãy Plenty Ranges khi một cặp chăn bò để lại các khúc gỗ đang cháy mà không giám sát, gây bắt lửa đám cỏ dài bị khô hạn do hạn hán. Năm trước trận cháy rừng, thời tiết nóng và khô khác thường và xu hướng này tiếp tục cho đến mùa hạ năm 1851.

## Điều kiện và tiến triển
Thời tiết cực đoan kỷ lục, lúc 11 giờ nhiệt độ là khoảng 117 °F hay 47,2 °C trong bóng râm, không khí mát đến 109 °F vào 1 giờ và tăng lên đến 113 °F vào khoảng bốn giờ. Những người sống sót nói rằng không khí đầy khói và nóng đến mức phổi họ như rụng xuống. Không khí quá mù mịt khiến các con đường lại trông sáng sủa. Các thảo nguyên và bình nguyên trở thành các vùng đất hoang héo úa: các vũng nước biến mất, các dòng chảy khô cạn, và cây cối biến thành gỗ dễ bắt lửa. Mây và khói tràn ngập không khí; các khu rừng và dãy núi biến thành một "dải cháy" lớn. Gió nóng từ phương bắc quá mạnh khiến khói đen dày đặc tiếp cận miền bắc Tasmania, tạo thành bức màn u ám, tương tự một sự kết hợp của khói và sương mù. Nhà cửa, cây trồng, và vườn bị ngọn lửa mạnh thiêu cháy, khiến một phần tư Victoria thành một đống đổ nát hoang tàn. Cộng đồng chạy đến chỗ có nước để thoát khỏi không khí nghẹt thở bao quanh họ, trở lại sau kho mọi điều đã qua để nhìn "nhà cửa vườn tược cháy đen" và xác các động vật bị cháy đen do không chạy thoát được. Thời tiết trên biển thậm chí còn "đáng sợ hơn trên bờ". Sức nóng mãnh liệt có thể cảm nhận được tại 20 dặm (32 km) ngoài biển, một tàu bị đám than tro nóng tấn công và bị bao phủ trong tro bụi.
Cuối cùng, một cơn gió nhẹ từ phương nam và cơn mưa nhỏ làm mát bề mặt.

## Hậu quả và phản ứng
Tôi chỉ viết thứ tôi đã thấy, tôi có thể kể rằng các con lợn và chó chạy rông bị thiêu đến chết - chim rơi khỏi cây trước đám cháy ở mọi hướng - oppossum, kangaroo, và tất cả loài thú có thể hiện hữu đều bị thiêu trong bụi cây. Đến một nửa số cây gỗ trong khu vực này bị thiêu hoặc ngã đổ, và toàn bộ đám cỏ bị cháy.
Ngọn lửa thảm khốc gây thiệt hại về nhân mạng, gia súc, và đất đai, và tác động đến nhiều khu vực bao gồm Portland, Plenty Ranges, Western Port, Wimmera và Dandenong, Gippsland, và Mount Macedon. Các nông trại khắp khu vực bị tàn phá, cùng với một số khu dân cư tại Gippsland, Western Port, Geelong, Heidelberg và phía đông của Diamond Creek và Dandenong. Tổng thể, trận cháy rừng khiến 12 người thiệt mạng, tổn thất 1 triệu cừu, hàng nghìn bò trong vòng 40 đến 50 dặm (64–80 km).
Phản ứng ban đầu với thiên tai là hội nghị công cộng tổ chức vào ngày 11 tháng 2 năm 1851 tại Geelong. Cộng đồng cùng thảo luận về các nỗ lực cứu trợ những nơi bị tác động, đặc biệt là cho những công dân mất tất cả. Để cứu trợ người bần cùng, nhiều người thậm chí còn hủy nợ chưa trả.
Gần đây, chính phủ Úc đã tiến hành chuẩn bị và phát triển các tổ chức giúp nhân dân đối diện với các rối loạn định kỳ. Quỹ Quốc tế bảo vệ Thiên nhiên Úc phối hợp với chính phủ trong các nỗ lực bảo tồn. Hội đồng các chính phủ Úc (COAG) thiết lập một ủy ban nhằm xác định các biện pháp mà chính phủ, công nghiệp, và cộng đồng có thể tiến hành giảm giảm thiểu những tác động của cháy cây bụi và tác động của chúng lên xã hội và môi trường.

## Sinh thái học
Cháy rừng cây bụi mãnh liệt là điều không hiếm tại miền nam của Úc, đây này là một trong ba khu vực dễ cháy nhất thế giới. Trong vòng hai trăm năm qua, khu vực đã trải qua và được ghi lại ít nhất 25 vụ cháy lớn, bắt đầu là Thứ Năm Đen vào 1851. Cường độ của những vụ cháy này một phần là do nhiên liệu tự nhiên, như các rừng lá cứng trong khu vực. Trong khi thích nghi để đối diện với hạn hán và động vật ăn lá, lá của các cây này biến thành nhiên liệu chính của các đám cháy. Chúng gây khó khăn trong việc bảo vệ trước điều kiện khô hạn và nâng cao hiệu quả sử dụng chất dinh dưỡng. Chúng cũng mọc các nhánh cứng và tiết chất để bảo vệ trước các động vật nhỏ. Bề mặt cứng của lá cho phép chúng tồn tại lâu hơn và tạo nên thảm rừng, và chất tiết ra khiến chúng dễ cháy. Sự phong phú của nhiên liệu dễ cháy có thể biến thành thảm họa với một tia lửa duy nhất.